# Hello Kitty - Il bosco dei misteri
Hello Kitty - Il bosco dei misteri (ハローキティ りんごの森のミステリー?, Hello Kitty - No Ringo No Mori No Misuterii) è una serie animata creata dalla Sanrio, azienda giapponese specializzata nella creazione di personaggi del mondo di Hello Kitty e della relativa commercializzazione. La serie è composta da 13 episodi da 7 minuti l'uno e in Italia è andata in onda su Boomerang dal 15 giugno 2009 e su Boing dal dicembre dello stesso anno.

## Trama
Hello Kitty, con la sorella gemella Mimmy e con gli altri amici Pururu, zio Scotch deve scoprire il mistero che improvvisamente ha avvolto il bosco fatato: tanti oggetti spariscono e nessuno sa il perché.

## Il cofanetto e il ciondolo
Il cofanetto ha al suo interno uno specchio col quale Kitty e Mimmy possono vedere cosa succede nel Bosco delle Mele, inoltre possono usarlo come un telefono comunicando con Pururu e lo Zio Scotch per sapere cosa devono fare. Il ciondolo dorato è l'accessorio che permette alle due Paladine di viaggiare per andare nel Bosco e tornare poi a casa. Per farlo, le due gemelle devono andare al ponte per il Bosco della loro città, infilare il ciondolo nel buco del cofanetto magico e pronunciare le parole "Melacadabra, Melecadabra", una formula magica come "Abracadabra".

## Personaggi

### Personaggi principali
- Hello Kitty: Gattina bianca dal fiocco rosso e la maglietta blu. Proprietaria del cofanetto magico e sorella di Mimmi.
- Mimmy: Gattina bianca dal fiocco giallo e la maglietta rossa. Proprietaria del ciondolo dorato e sorellina di Kitty.
- Pururu: Fatina dalla testa a forma di mela rossa e uno scettro magico. Possiede le gocce magiche per dare forza alle Paladine Gemelle.
- Zio Scotch: Gufo dagli occhiali e un cappellino in testa, informato e saggio, lavora nella biblioteca situata nel folto del Bosco dentro una casetta.
- Peckle

### Antagonisti
Non ci sono veri e propri malvagi, ma ci sono comunque personaggi fastidiosi che cercano di sbarrare la strada alle gemelle Kitty e Mimmy: i fratelli Momonga. Essi sono due procioni fastidiosi che pensano solo al cibo e alle ricchezze. Entrambi vanno d'accordo, ma vogliono impadronirsi della mela d'oro per avere tutte le ricchezze del mondo. Alla fine, però, si rivelano essere di grande aiuto, perché salvano la mela d'oro prima che cadesse nel lago e andasse perduta per sempre.
- Monga: è il fratello procione blu con un cilindro in testa, un mantello e uno scettro in mano.
- Montin: è la sorellina procione rosa, con un cappellino elegante e una mantella fucsia.

### Altri personaggi
Le fatine del Bosco di Mele: ognuna ha una forma, colore e aspetto diversi:
- Fate del vento: hanno la testa a forma di tornado
- Fate budino: ricordano un budino gelatinoso
- Fate della musica: coloro che suonano strumenti e che ricordano le note musicali
- Fate del fuoco: fatine a forma di fiamma

## Episodi
L'edizione italiana dell'anime è stata pubblicata su due DVD a cura della Dynit il 4 novembre 2009. I titoli degli episodi sono quelli riportati nella scheda informativa del distributore
| Nº | Titolo italiano                          |
| 1  | Magicadabra, due detective ora siam!     |
| 2  | Magicadabra, due idol ora siam!          |
| 3  | Ballo in maschera                        |
| 4  | Magicadabra! Due indovine ora siam!      |
| 5  | Magicadabra! Due maghe ora siam!         |
| 6  | Magicadabra! In TV ora siam!             |
| 7  | Magicadabra! Due pasticcere ora siam!    |
| 8  | Magicadabra! Dentro il sogno andiam!     |
| 9  | Magicadabra! Due ninja ora siam!         |
| 10 | Magicadabra! Il segreto del principe!    |
| 11 | Magicadabra! Due sirene ora siam!        |
| 12 | Magicadabra! Il mistero dell'ombra nera! |
| 13 | Magicadabra! Festa al castello!          |